# Journal d'un AssaSynth
Journal d'un AssaSynth (titre original : The Murderbot Diaries) est une suite romanesque de science-fiction écrite par l'écrivaine américaine Martha Wells et publié en France aux éditions L'Atalante. Elle se compose de romans, romans courts et nouvelles.
Journal d'un AssaSynth est centrée sur les aventures d'une SecUnit, c'est-à-dire un agent de sécurité cyborg, chargée de la protection d'humains et qui s'est secrètement baptisée AssaSynth.

## Livres
1. Défaillances systèmes, L'Atalante, coll. « La Dentelle du cygne », 2019 ((en) All Systems Red, 2017), trad. Mathilde Montier  (ISBN 978-2-84172-899-2)Prix Hugo du meilleur roman court 2018, prix Nebula du meilleur roman court 2017 et prix Locus du meilleur roman court 2018
2. Schémas artificiels, L'Atalante, coll. « La Dentelle du cygne », 2019 ((en) Artificial Condition, 2018), trad. Mathilde Montier  (ISBN 979-10-360-0007-2)Prix Hugo du meilleur roman court 2019 et prix Locus du meilleur roman court 2019
3. Cheval de Troie, L'Atalante, coll. « La Dentelle du cygne », 2019 ((en) Rogue Protocol, 2018), trad. Mathilde Montier  (ISBN 979-10-360-0011-9)
4. Stratégie de sortie, L'Atalante, coll. « La Dentelle du cygne », 2019 ((en) Exit Strategy, 2018), trad. Mathilde Montier  (ISBN 979-1-03-600025-6)
5. Effet de réseau, L'Atalante, coll. « La Dentelle du cygne », 2020 ((en) Network Effect, 2020), trad. Mathilde Montier  (ISBN 979-10-360-0054-6)Prix Nebula du meilleur roman 2020, prix Hugo du meilleur roman 2021 et prix Locus du meilleur roman de science-fiction 2021
6. Télémétrie fugitive, L'Atalante, coll. « La Dentelle du cygne », 2021 ((en) Fugitive Telemetry, 2021), trad. Mathilde Montier  (ISBN 979-10-360-0084-3)Prix Locus du meilleur roman court 2022. Se déroule entre Stratégie de sortie et Effet de réseau.
7. Effondrement système, L'Atalante, coll. « La Dentelle du cygne », 2025 ((en) System Collapse, 2023), trad. Mathilde Montier  (ISBN 979-10-360-0214-4)Prix Locus du meilleur roman de science-fiction 2024. Contient également la nouvelle Chez soi : habitat, périmètre, nid, territoire

## Nouvelles
- (en) Compulsory, 2018Une version allongée a été publiée en 2023. Se déroule avant Défaillances systèmes.
- Chez soi : habitat, périmètre, nid, territoire, 2025 ((en) Home: Habitat, Range, Niche, Territory, 2021)Nouvelle contenue dans Effondrement système, L'Atalante, coll. « La Dentelle du cygne ». Se déroule entre Stratégie de sortie et Télémétrie fugitive.

## Distinctions
La série Journal d'un AssaSynth a été récompensée par le prix Hugo de la meilleure série littéraire 2021 ainsi que le prix Julia-Verlanger 2020.
Le premier volume de la série, Défaillances systèmes, reçoit le prix Hugo du meilleur roman court 2018, le prix Nebula du meilleur roman court 2017 et le prix Locus du meilleur roman court 2018. Le deuxième volume, Schémas artificiels, reçoit le prix Hugo du meilleur roman court 2019 et le prix Locus du meilleur roman court 2019. Le cinquième volume, Effet de réseau, remporte le prix Nebula du meilleur roman 2020, le prix Hugo du meilleur roman 2021 ainsi que le prix Locus du meilleur roman de science-fiction 2021. Le sixième volume, Télémétrie fugitive, remporte le prix Locus du meilleur roman court 2022. Effondrement système, le septième volume, remporte le prix Locus du meilleur roman de science-fiction 2024.

## Adaptation
En 2021, Martha Wells a déclaré qu'une adaptation en série télévisée était en cours de développementet qu'elle avait lu le scénario et qu'elle était « vraiment excitée à ce sujet ». Le 14 décembre 2023, Apple TV+ a annoncé avoir commandé une adaptation télévisée de la série Journal d'un AssaSynth. Alexander Skarsgård sera le personnage principal et le producteur exécutif de la série, avec Chris Weitz et Paul Weitz à la réalisation,. En février 2024, David Dastmalchian a été choisi pour jouer dans la série, suivi de Noma Dumezweni en mars,. En mars 2024, Sabrina Wu (en), Tattiawna Jones (en), Akshay Khanna et Tamara Podemski (en) ont tous été choisis pour jouer dans la série.
La série Murderbot : Journal d'un AssaSynth est diffusée depuis le 16 mai 2025 sur Apple TV+.